# 宇宙甲子園
宇宙甲子園（うちゅうこうしえん）は、2005年から行われている日本の高校生を対象とした缶サイズの模擬人工衛星やモデルロケットを使用した理工系の科学競技会。

## 缶サット甲子園
2008年から開催。缶サイズの模擬人工衛星（大会では缶サットと呼ぶ）とキャリアー（打ち上げ機構）を作り、データの収集・分析などを行う。計画資料・事前説明・競技結果・事後説明の4つによって評価される。全国大会の枠数は10校前後。優勝校はアメリカネバダ州ブラックロック砂漠で開催される世界大会であるARLISSに派遣される。

### 地区予選
括弧内は各地区の枠数
2015年大会
- 東北大会（1）
- 関東大会（7）
- 中部東海大会 (10)
- 近畿大会（6）
- 九州大会（4）

2012年大会
- 北海道大会（1）
- 関東大会（3）
- 和歌山大会（4）
- 九州大会（2）

### 開催概要
開催年月日と優勝校・準優勝校
- 第1回（2008年）：8校、慶応義塾高等学校
- 第2回（2009年）：10校、佐賀県立武雄高等学校
- 第3回（2010年）：12校、和歌山県立桐蔭高等学校
- 第4回（2011年8月5日-7日、東京都伊豆大島）：11校、佐賀県立唐津東高等学校・準優勝は次の2校、北海道札幌琴似工業高等学校、和歌山県立桐蔭高等学校
- 第5回（2012年8月3日-5日、和歌山県和歌山市）：10校、和歌山県立日高高等学校・法政大学第二高等学校
- 第6回（2013年8月2日-4日、北海道赤平市）：11校、佐賀県立唐津東高等学校・法政大学第二高等学校
- 第7回（2014年8月17日-19日、秋田県県能代市）：10校、法政大学第二高等学校・和歌山県立桐蔭高等学校
- 第8回（2015年8月11日-13日、秋田県県秋田市）：28校、佐賀県立唐津東高等学校・和歌山県立桐蔭高等学校

## ロケット甲子園
モデルロケットを使った競技。生卵を指定した高度に打ち上げ、割らずに回収する。優勝校にはTeam America Rocketry Challengeへの出場権が与えられる。
- 第1回（2009年）：群馬県立桐生高等学校
- 第2回（2010年）：岩手中学校・高等学校
- 第3回（2011年）：岩手中学校・高等学校
- 第4回（2012年）：秋田県立能代高等学校
- 第5回（2013年）：秋田県立秋田北鷹高等学校
- 第6回（2014年）：秋田県立大曲工業高等学校
- 第7回（2015年）：秋田県立秋田北鷹高等学校